# Pájení vlnou

Schema zařízení pro pájení vlnou

Pájení vlnou je tradiční metoda hromadného pájení v elektronice. Používá se pro pájení desek plošných spojů, osazených konvenčními součástkami s vývody ve formě drátů, kolíčků, planžet. Součástky se v tomto případě osazují všechny ze stejné strany DPS a jsou zajištěny předtvarováním vývodů proti vypadnutí. Zařízení pro pájení vlnou je známé pod názvem "cínová vlna". Název je odvozen od cín-olovnatých pájek, které se zde užívají.

## Koncepce a provoz zařízení
Základem pájecího zařízení je dopravník desek, který unáší DPS mezi jednotlivými sekcemi stroje. Obsluha vkládá desky do dopravníku stranou součástek nahoru. Na první stanici je na stranu pájení naneseno tavidlo. Tavidlo je roztok kalafuny v alkoholu nebo směs organických kyselin. Nanáší se z pěny. Vzduchovací kámen obdobný tomu v akváriu vytváří hustou pěnu a v pěně se smáčí spodní strana DPS.
Tavidla, která nejsou schopna vytvářet pěnu, se nanáší kartáčem, který se otáčí v nádrži s tavidlem a potírá DPS. Další častý způsob je nanášení postřikem.
Po nanesení tavidla veze dopravník DPS předehřívací zónou. Tady se odpaří část rozpouštědla z tavidla. DPS i součástky se zahřejí na teplotu blízkou teplotě tekuté pájky. DPS následně projíždějí vlastní cínovou vlnou. Na dně nádrže s roztavenou pájkou je nejčastěji zubové čerpadlo, které žene proud roztaveného kovu přes systém clon a štěrbin. Na výstupu vzniká vlna tekutého kovu s klidným povrchem. Vypadá jako voda tekoucí přes jez. Vrcholem vlny protahuje dopravník pájené DPS. Dopravník musí být seřízen tak, aby roztavená pájka nenatekla na stranu součástek. Případně může být do dopravníku před první desku vloženo hradítko, které vlnu pájky rozhrne.
Pásmo styku DPS s vlnou pájky má šířku přibližně jednoho centimetru a je kolmé ke směru pohybu desek. Proud roztaveného kovu musí smočit všechny kovové povrchy, ale musí s sebou odnést všechnu přebytečnou pájku. To se zajišťuje například zvláštním tvarem vlny, která je zdvojená. Druhý, nižší hřeben má odtavit případné „krápníky” pájky. Některé stroje jsou vybaveny lištou s tlakovým horkým vzduchem, který strhává nadbytečnou pájku. Zvláštností této technologie je maskování prázdných, neosazených otvorů. Aby se nezalily pájkou, případně pájka neprotekla na stranu součástek, zakrývají se různými krycími pastami a lepicími páskami. Po průjezdu cínovou vlnou pokračují DPS do zásobníku nebo myčky desek. Maskovací pasty a pásky se volí tak, aby je použitá technologie mytí dokázala odstranit.

## Obdobná technologie
Metodou, která také pracuje s nádrží roztaveného kovu je žárové pokovování desek plošných spojů HAL (Hot Air Leveling). Neosazené, ale jinak kompletní desky se svisle ponořují do nádrže s tavidlem a pak s roztavenou pájkou, která se v tomto případě nepohybuje. Při vytahování desky z roztaveného kovu je deska z obou stran ofukována tlakovým horkým vzduchem. Ten strhne nadbytečnou pájku a pročistí i otvory. HAL je metoda povrchové úpravy DPS, kdy jsou měděné plošky pokryty vrstvou pájky, která zaručuje dobrou pájitelnost i po delší době.